# Уали, Идир
Иди́р Уали́ (фр. Idir Ouali; 21 мая 1988, Рубе, Франция) — французский футболист, полузащитник клуба «Олимпик Шарлеруа».

## Карьера
Идир начинал свою карьеру в юношеских командах «Эксельсиора» из его родного города, Рубе. Когда Уали было 15 лет, учитель математики посоветовал ему попробовать свои силы в академии «Мускрона», команде из одноимённого бельгийского города, находившегося невдалеке от франко-бельгийской границы. Идир прошёл просмотр и был принят в академию.
27 января 2007 года Идир дебютировал в составе «Мускрона», в матче чемпионата против «Гента», выйдя на замену.
8 марта 2008 Уали провёл первую игру в стартовом составе в игре с «Брюгге» и забил гол, принеся своей команде победу 2-0. В следующей игре также выйдя в основе Идир снова отличился, на этот раз в игре против «Шарлеруа». После такого яркого дебюта руководство «Мускрона» подписало 16 марта 2008 с полузащитником двухлетний контракт. 14 сентября 2008 Уали сделал хет-трик в ворота «Гента».
22 декабря 2008 было объявлено, что Уали присоединится к «Стандарду» за 400 000 евро. Однако трансфер не состоялся, так как руководство «Мускрона» отказалось завершить переход игрока из-за слухов, попавших в прессу до трансфера.
28 декабря 2009 года «Мускрон» был исключён из чемпионата из-за финансовых проблем. Все игроки стали свободными агентами. 1 января Уали отправился на просмотр в «Сошо», однако 8 января Идир подписал договор «Ле Маном» сроком на 2,5 года.
24 июля 2012 года было объявлено, что Уали перешёл в немецкий клуб «Динамо (Дрезден)».